# Gelasma invidens
Gelasma invidens är en fjärilsart som beskrevs av W. Warren 1906. Gelasma invidens ingår i släktet Gelasma och familjen mätare. Inga underarter finns listade i Catalogue of Life.